# 畢業 (星野滿的迷你專輯)
《畢業》（日语：卒業）是星野满于2009年4月25日發售的第1張迷你專輯。这是星野自2007年從AKB48畢業後发售的首張CD，事實上是獨唱出道的作品。在AKB48内时的5名同期成員大島麻衣、折井步、浦野一美、高桥南、前田敦子亦参與作詞。專輯標題定为「畢業」是因發售時和收錄内容都以「大島麻衣卒業記念品」為重点。

## 收錄曲
| 畢業 | 畢業           | 畢業           | 畢業     | 畢業     | 畢業                             |
| 曲序 | 曲目           |                | 作曲     | 编曲     | 备注                             |
| ---- | -------------- | -------------- | -------- | -------- | -------------------------------- |
| 1.   | 加油！（）     | 秋元康         | 星野满   | 立山秋航 |                                  |
| 2.   | 再见的记号（） | 高桥南         | 星野满   | 立山秋航 |                                  |
| 3.   | DEAR M         | 大島麻衣       | 星野满   | 立山秋航 |                                  |
| 4.   | 感觉要哭泣（） | 星野满         | 星野满   | 立山秋航 | 合声部分由田中博信与立山秋航完成 |
| 5.   | 想要相信（）   | 前田敦子       | 上田晃司 | 立山秋航 |                                  |
| 6.   | 梦的足迹（）   | 浦野一美       | 星野满   | 立山秋航 |                                  |
| 7.   | 勇敢的我们（） | 折井步、星野满 | 星野满   | 立山秋航 | 与折井步合唱                     |

## 关于歌曲
- 《加油！》一曲是星野仍所属于AKB48时就演唱过的歌曲、但此次的编排有所创新。同时它也被用作电影《考试的灰姑娘（日语：受験のシンデレラ）》原版的主題歌
- 为《DEAR M》作词的大岛麻衣表示「M」是指星野满名字中假名的「M」。[1]并由此组成了代表梦想的单词DREAM。
- 在2009年4月26日于NHK会馆举行的AKB48的演唱会““神公演予定”～因诸多因素、也有可能无法成为神公演、望体谅”的最后一场演出中的大岛麻衣毕业典礼上，折井步和星野满两人演唱着《勇敢的我们》这首歌作为嘉宾登场，并祝大岛毕业快乐。这首歌第一段作词是折井步，第二段作词是星野满，曲中口白部分也引用了两人与大岛交流时常说的话[1]。